# César de Bus
São César de Bus (nascido em 3 de fevereiro de 1544, em Cavaillon, Comtat Venaissin (agora na França); falecido em 15 de abril de 1607, em Avignon) foi um padre católico francês, fundador de duas congregações religiosas.

## Vida
Aos dezoito anos ele se juntou ao exército do rei e participou da guerra contra os huguenotes (membros da Igreja Protestante Reformada da França durante os séculos 16 e 17). Depois da guerra, ele dedicou algum tempo à poesia e à pintura, mas logo decidiu se juntar à frota naval que estava cercando La Rochelle, um porto marítimo na costa oeste da França. Porém, devido a uma doença grave, ele não pôde realizar esse projeto.
Até então, de Bus levava uma vida piedosa e virtuosa que, no entanto, durante uma estada de três anos em Paris, foi trocada por uma de prazer e dissipação. De Paris, ele voltou para casa em Cavaillon. Após a morte de seu irmão, um cônego (sacerdote) de Salon, ele conseguiu obter o benefício da igreja vaga (estipêndio), que ele buscou para a satisfação de suas ambições mundanas.
Pouco depois disso, porém, ele voltou a uma vida melhor, retomou os estudos e em 1582 foi ordenado ao sacerdócio. Ele se distinguiu por suas obras de caridade e seu zelo na pregação e catequização, e concebeu a ideia de instituir uma congregação de sacerdotes que deveriam se dedicar à pregação da Doutrina Cristã. Em 1592, os "Prêtres séculiers de la doctrine chrétienne (Padres Seculares da Doutrina Cristã)" foram fundados na cidade suíça de L'Isle e no ano seguinte vieram para Avignon, França. O desenvolvimento deste instituto em uma congregação religiosa foi aprovado pelo Papa Clemente VIII em 23 de dezembro de 1597. Além dos Padres, de Bus fundou uma ordem de mulheres originalmente chamada de "Filhas da Doutrina Cristã", que mais tarde veio a ser chamada de Ursulinas (não, entretanto, uma parte da Ordem religiosa principal com o mesmo nome); morreu no século 17.
Cinco volumes de suas "Instructions familières" foram publicados (Paris, 1666).
O Papa Pio VII o declarou venerável em 1821 e o Papa Paulo VI o beatificou em Roma em 27 de abril de 1975. Em 27 de maio de 2020, o Papa Francisco emitiu um decreto durante um encontro da Congregação para as Causas de Santo para o prefeito Cardeal Giovanni Angelo Becciu, que aprovou um milagre que abriu o caminho para que de Bus se tornasse santo.

## Referência
1. ↑  «Comunicado de Imprensa da Congregação para as Causas dos Santos, 09.11.2021». Tägliches Bulletin (em italiano). Presseamt des Heiligen Stuhls. 9 de novembro de 2021. Consultado em 9 de novembro de 2021
2. ↑  Ursulines de l'Union Romaine
3. ↑  Homélie de la béatification
4. ↑  «Pope clears way to sainthood for three, advances causes of others». Crux. 27 de maio de 2020. Consultado em 16 de junho de 2020

Atribuição
Este artigo incorpora texto da  Catholic Encyclopedia, publicação de 1913 em domínio público. 